# Raleigh Trevelyan
Raleigh Trevelyan (Port Blair, 6 luglio 1923 – 23 ottobre 2014) è stato uno scrittore inglese, autore e curatore di libri storici.

## Biografia
Nacque nelle Isole Andamane - al tempo parte dell'India Britannica - dal Colonnello Fetherstonhaugh Trevelyan, comandante della guarnigione dell'Esercito Indiano-Britannico nella colonia penale di Port Blair, e da Olivia Beatrice Frost Trevelyan. La famiglia si trasferì poi nel Punjab, e quando il padre fu assegnato a Gilgit, la famiglia per tre settimane viaggiò in groppa a cavalli per raggiungere il sito, dove il Colonnello divenne il consigliere militare del marajah di Jammu e Kashmir. All'età di 8 anni, com'era consuetudine per i bambini bianchi di famiglie anglo-indiane del British Raj, fu mandato a studiare in Inghilterra e raramente vide i genitori da allora.
Negli ultimi anni della sua vita risiedette sia Londra sia in Cornovaglia. Nel 1956 ha pubblicato il suo libro più famoso, La Fortezza: un racconto della battaglia di Anzio e delle fasi finali della seconda guerra mondiale in Italia.

## Opere
- La Fortezza (The Fortress: A Diary of Anzio and After, 1956), traduzione di Delfo Ceni, Milano, Feltrinelli, 1961.
- A Hermit Disclosed, 1960, ISBN 978-0-57-1269-00-6.
- Principi sotto il vulcano. Storia e leggenda di una dinastria di gattopardi anglosiciliani dai Borbone a Mussolini (Princes Under Volcano: Two Hundred Years of British Dinasty in Sicily, 1972), traduzione di Francesco Saba Sardi, Collana Storica, Milano, Rizzoli, 1977.
  -  La storia dei Whitaker, traduzione di A. Caparezza, saggi di Rosario Lentini e Vincenzo Tusa , nota di Rosalia Camerata Scovazzo, Palermo, Sellerio, 1988.
- Shadow of Vesuvius, 1976.
- A pre-Raphaelite Circle, 1978.
- Roma '44 (Rome '44: The Battle for the Eternal City, 1981), Milano, Rizzoli, 1983.
- Shades of the Alhambra, Folio Society, 1984.
- The Golden Oriole: Childhood, Family and Friends in India, 1987, ISBN 0-436-53403-7.
- Grand Dukes and Diamond: The Wernhers of Luton Hoo, London, Secker & Warburg, 1991.
- Wallington, Northumberland (National Trust  Guidebooks), 1994.
- The Companion Guide to Sicily, 1999.
- Sir Walter Raleigh, 2002.
- Parliamentary and Legal Questions, 1832, 2010.
- Elegy on the Death of the Princess Charlotte with Lines on the Death of J. Tweddell, 2011, ISBN 978-1-24-10-1310-3.